# 榊原杏太
榊原 杏太（さかきばら きょうた、2001年10月20日 - ）は、静岡県静岡市出身のプロサッカー選手。Jリーグ・藤枝MYFC所属。ポジションはフォワード（FW）。

## 来歴
中学時代は清水エスパルスのジュニアユースに所属していた。当時のチームは史上2チーム目となるジュニアユース3冠を達成し「世代最強」と称えられたが、榊原は層の厚いチームの中でレギュラーをつかめず、ユース昇格を逃すこととなった。当初は高体連に進むことを考えていたが、名古屋グランパスでスカウトを務めていた三浦哲郎の目に留まり、名古屋のアカデミーに加入。名古屋でも最強チームの一角を担い、高校3年時には日本クラブユース選手権とJユースカップの2冠を達成。自身もJユースカップのMVPに選ばれている。しかしトップチームには昇格できず、立正大学に進学してプレーを続けた。また大学在学中にも名古屋グランパスの練習生としてJエリートリーグに出場した。
2022年春に参加したキャンプでのプレーぶりが評価され、大学3年時の同年5月には翌2024年シーズンからの名古屋グランパスへの加入内定が決まった。2022年および2023年シーズンは特別指定選手としてチームに登録され、2022年11月25日、ASローマとの親善試合で同じく加入内定者であった行徳瑛、倍井謙らと共にトップチームデビューを果たした。
2023年5月24日、ルヴァンカップ・グループステージのヴィッセル神戸戦で公式戦デビューを飾った。

## 所属クラブ
- 中田サッカースポーツ少年団
- 清水エスパルスジュニアユース
- 名古屋グランパスU-18
- 立正大学
  - 2022年 - 2023年  名古屋グランパス (特別指定選手)[7][8]
- 2024年 -  名古屋グランパス
  - 2025年 -  藤枝MYFC (期限付き移籍)

## 個人成績
| 国内大会個人成績 | 国内大会個人成績 | 国内大会個人成績 | 国内大会個人成績 | 国内大会個人成績 | 国内大会個人成績 | 国内大会個人成績 | 国内大会個人成績 | 国内大会個人成績 | 国内大会個人成績 | 国内大会個人成績 | 国内大会個人成績 |
| 年度             | クラブ           | 背番号           | リーグ           | リーグ戦         | リーグ戦         | リーグ杯         | リーグ杯         | オープン杯       | オープン杯       | 期間通算         | 期間通算         |
| 年度             | クラブ           | 背番号           | リーグ           | 出場             | 得点             | 出場             | 得点             | 出場             | 得点             | 出場             | 得点             |
| 日本             | 日本             | 日本             | 日本             | リーグ戦         | リーグ戦         | リーグ杯         | リーグ杯         | 天皇杯           | 天皇杯           | 期間通算         | 期間通算         |
| ---------------- | ---------------- | ---------------- | ---------------- | ---------------- | ---------------- | ---------------- | ---------------- | ---------------- | ---------------- | ---------------- | ---------------- |
| 2022             | 立正大           | 8                | -                | -                | -                | -                | -                | 1                | 0                | 1                | 0                |
| 2023             | 名古屋           | 47               | J1               | 0                | 0                | 1                | 0                | 0                | 0                | 1                | 0                |
| 2024             | 名古屋           | 28               | J1               | 7                | 0                | 3                | 0                | 0                | 0                | 10               | 0                |
| 2025             | 名古屋           | 28               | J1               | 0                | 0                | 0                | 0                | 0                | 0                | 0                | 0                |
| 2025             | 藤枝             | 71               | J2               |                  |                  |                  |                  |                  |                  |                  |                  |
| 通算             | 日本             | 日本             | J1               | 7                | 0                | 4                | 0                | 0                | 0                | 11               | 0                |
| 通算             | 日本             | 日本             | 他               | -                | -                | -                | -                | 1                | 0                | 1                | 0                |
| 総通算           | 総通算           | 総通算           | 総通算           | 7                | 0                | 4                | 0                | 1                | 0                | 12               | 0                |

- 2022年・2023年は特別指定選手。2022年は特別指定選手としての公式戦出場無し。

出場歴
- Jリーグ初出場 - 2024年4月28日 J1第10節 浦和レッズ戦 (埼玉スタジアム2002)

## タイトル

### クラブ
清水エスパルスジュニアユース
- 高円宮杯 JFA 全日本U-15サッカー選手権大会（2016年）
- 日本クラブユースサッカー選手権(U-15)大会（2016年）
- JFA 全日本U-15サッカー大会（2016年）

名古屋グランパスU-18
- 日本クラブユースサッカー選手権 (U-18)大会（2019年）
- Jリーグユース選手権大会（2019年）

### 個人
- Jリーグユース選手権大会MVP（2019年）